# Мультимедійне електронне навчальне видання
Мультимед́ійне електр́онне навч́альне вид́ання — це електронне видання, яке містить систематизований науковий матеріал із навчальної дисципліни, пройшло редакційно-видавничу обробку, поєднує традиційну статичну (текст, графіку) і динамічну інформацію різних типів (мову, музику, відеофрагменти, анімацію тощо), впливає одночасно на декілька органів чуття реципієнта (органи зору і слуху), має власну нелінійну структуру.

## Технічні характеристики мультимедійних електронних навчальних видань
Мультимедійні електронні навчальні видання вирізняються з-поміж іншої навчальної літератури низкою особливостей. Зокрема, вони:
- функціонують за допомогою відповідних програмних засобів;
- містять рівнозначно та взаємопов'язано текстову, звукову, графічну та іншу інформацію;
- до їхнього складу входить гіпермедіа, чим обумовлюється зв'язок різних мультимедійних ресурсів, це дає змогу користувачам отримувати потрібну їм інформацію у зручному форматі;
- містять інтерактивні елементи, які допомагають адаптувати подання навчального матеріалу таким чином, щоб зробити його зрозумілим для реципієнта;
- містять навчальний матеріал, що функціонує у вигляді гіпертексту, вузли якого можуть поєднувати текстові документи, графічні зображення, відеозаписи, аудіозаписи тощо.

## Основні вимоги до мультимедіа в мультимедійних навчальних електронних виданнях
1. Уникнення нагромаджень текстової та ілюстративної інформації, чіткий порядок розташування структурних елементів (мультимедіа-інформація має бути згрупованою, а пов'язані мультимедіа-об'єкти — об'єднаними в цілісні групи, легкі для сприйняття).
2. Органічне доповнення основного тексту мультимедійними об'єктами — співвідношення між візуальною та вербальною інформацією і її кількістю визначає функціональна спрямованість навчального матеріалу.
3. Емоційна забарвленість мультимедіа-інформації, що підвищує якість сприйняття навчального матеріалу.
4. Супровід мультимедіа-об'єктів поясненнями, які допоможуть реципієнту зрозуміти, чи варто починати завантаження файлу.
5. Використання коротких відеофрагментів (тривалістю до двох хвилин).
6. Правильний підбір фонової музики (спокійна, мелодійна, ненав'язлива). Реципієнт відчує на собі її сприятливий вплив, заспокійливий ефект, який підвищить сприйняття навчального матеріалу.

## Переваги мультимедійних електронних навчальних видань
Однією з основних переваг мультимедійних електронних навчальних видань є їхня інформаційна насиченість. Вона виражається у тому, що мультимедіа — це середовище, інформаційно щільніше, ніж традиційні засоби передачі інформації. Одна сторінка тексту містить близько 2 Кбайт інформації. Викладач промовляє цей текст протягом 1-2 хвилин. За цей же час повноекранне відео може вмістити 1,2 Гбайти інформації.
Важливу роль відіграє психофізіологічний фактор. Більшість людей запам'ятовує 5% почутого і 20% побаченого. Одночасне використання аудіо- та відеоінформації дає змогу підвищити цей показник до 40-50%.
Мультимедійні засоби впливають майже на всі органи чуття реципієнта. Поєднання друкованого тексту, графічного зображення, рухомого відео, статичних фотографій, аудіозаписів створює активне кероване комунікативне середовище, у якому здійснюється навчання. Застосування мультимедійних матеріалів скорочує час навчання майже втричі, а рівень запам'ятовування через одночасне використання зображень, звуку, тексту зростає на 30-40%.

## Застосування мультимедійних електронних навчальних видань
Мультимедійні засоби навчання доцільно застосовувати для ефективної організації процесу пізнання, впровадження у навчальний процес індивідуалізованих і колективних форм навчання, вироблення у тих, хто навчається, навичок пошукової діяльності, творчої ініціативи, продуктивного й критичного мислення, активізації пізнавальних мотивів, дослідницьких компонентів і самостійності в навчальній діяльності, вміння прогнозувати результати своєї діяльності, розробляти стратегію пошуку самостійних шляхів вирішення поставлених завдань, тобто креативності.